# Кадилак (Саскачеван)
Кадилак (англ. Cadillac) — село в канадській провінції Саскачеван.

## Населення

### Чисельність
| 2001 | 2006 | 2011 | 2016 |
| ---- | ---- | ---- | ---- |
| 95   | 80   | 78   | 92   |